# توماس جاي ييتس
توماس جاي ييتس (بالإنجليزية: Thomas J. Yates) هو مدرس أمريكي، ولد في 13 نوفمبر 1870 في سكيبيو في الولايات المتحدة، وتوفي في 8 فبراير 1958 في أبيلين في الولايات المتحدة.